# Epicoccospora nepalensis
Epicoccospora nepalensis är en svampart som beskrevs av Budathoki & S.K. Singh 1995. Epicoccospora nepalensis ingår i släktet Epicoccospora, divisionen sporsäcksvampar och riket svampar.   Inga underarter finns listade i Catalogue of Life.